# رومان شوخيفيتش
رومان شوخيفيتش (بالأوكرانية Роман Осипович Шухевич) ولد في 30 يونيو 1907 وتوفي في 5 مارس 1950. هو رجل سياسي وعسكري أوكراني. كان عضوا في منظمة القوميين الأوكرانيين في إقليم غاليسيا وقائدا أوكرانيا لكتيبة ناختيغال الألمانية الأوكرانية في عداد الكتائب الأجنبية للجيش الألماني في 1941 و1942. كما كان قائدا عاما للمجلس الأوكراني الأكبر للتحرير.

## سيرته الذاتية
ولد في 30 يونيو 1907 في مدينة لفيف وكان اسم أبيه أوسيب زينوفي شوخيفيتش واسم أمه إفهينيا ستوتسكا. تعلم في مدرسة ثانوية بين 1917 و1925. والتحق بالجامعة التكنيكية في لفيف في 1925. خدم في الجيش البولندي سنتي 1928 و1929، ولكن الشرطة البولندية تلقت معلومات بأنه ينتمي إلى الحراك الاستقلالي الأوكراني.

### نشاطه في الحراك الاستقلالي الأوكراني
دخل المنظمة العسكرية الأوكرانية في 1925. وعُيّن شوخيفيتش قياديا كبيرا في منظمة القوميين الأوكرانيين التي أُسست في فيينا سنة 1929، وكان متورطا في عدة إجراءات موجهة ضد الساسية البولندية المعادية للشعب الأوكراني.
وكان قيد الاعتقال بين 1934 و1937 بتهمة اغتيال وزير الداخلية البولندي برونيسلاف بيراتسكي. بعد ذلك تولى شوخيفيتش أعمال البزنس إذ أسس شركة فاما الإعلانية. وكان شوخيفيتش قائدا عاما لجيش المتمردين الأوكرانيين بين 1943 و1950.

## وفاته
رومان شوخيفيتش قُتل سنة 1950 أثناء مداهمة قامت بها قوات الأمن الروسية في قرية بيلوهورشا (إحدى مناطق مدينة لفيف حاليا).

## تكريمه
ومُنح شوخيفيتش وسام بطل أوكرانيا بعد الموت سنة 2007.